# Chloeia viridis
Chloeia viridis är en ringmaskart som beskrevs av Schmarda 1861. Chloeia viridis ingår i släktet Chloeia och familjen Amphinomidae. Inga underarter finns listade i Catalogue of Life.